# Дерменешть (Сучава)
Дерменешть, Дерменешті (рум. Dărmănești) — село у повіті Сучава в Румунії. Входить до складу комуни Дерменешть.

## Розташування
Село знаходиться на відстані 366 км на північ від Бухареста, 12 км на північний захід від Сучави, 126 км на північний захід від Ясс.

## Історія
Давнє українське село Гатна. За переписом 1900 року в селі було 522 будинки, в яких проживала 2352 мешканці (2180 українців, 112 німців, 42 румуни та 16 осіб інших національностей).

## Населення
За даними перепису населення 2002 року у селі проживала 2191 особа.
Національний склад населення села:
| Національність | Кількість осіб | Відсоток |
| -------------- | -------------- | -------- |
| румуни         | 2117           | 96,6%    |
| українці       | 73             | 3,3%     |

Рідною мовою назвали:
| Мова       | Кількість осіб | Відсоток |
| ---------- | -------------- | -------- |
| румунська  | 2080           | 94,9%    |
| українська | 111            | 5,1%     |

## Уродженці
- Іван Долинчук — громадський діяч Буковини середини ХІХ ст., посол (депутат) до австрійського Райхстагу.
- Ребушапка Іван — професор Бухарестського університету.